# Kisjakabfalva
Kisjakabfalva (németül: Jackfall, horvátul: Jakobovo) község Baranya vármegyében, a Siklósi járásban.

## Fekvése
A Villányi-hegység északkeleti oldalán fekszik, Villánytól északnyugatra. A további szomszédos települések: észak felől Kisbudmér, északkelet felől Pócsa, délnyugat felől Villánykövesd, északnyugat felől pedig Ivánbattyán.

### Megközelítése
Tulajdonképpen zsáktelepülésnek tekinthető, mert kiépített, szilárd burkolatú közúti megközelítési útvonala csak Villány felől van, ez az 5707-es útból északnak kiágazó 57 132-es számú mellékút. Kisbudmérral és Ivánbattyánnal alsóbbrendű, burkolatlan mellékutak kötik össze.

## Története
A falut 1400-ban említették először az írott források Zent Jacabfalua néven, 1465-ben már Jakabfalwának írták nevét.
Az Árpád korban a falu lakói magyarok voltak. A település a török háborúk alatt elnéptelenedett, majd a néptelen faluba a magyarok helyére délszláv családok költöztek. A délszlávok után németek, majd később felvidéki telepesek érkeztek a faluba.

## Közélete

### Polgármesterei
- 1990–1994: Somogyi József (független)[4]
- 1994–1998: Somogyi Józsefné (független)[5]
- 1998–2002: Ifj. Somogyi József (független)[6]
- 2002–2006: Ifj. Somogyi József (független)[7]
- 2006–2010: Somogyi József (független)[8]
- 2010–2014: Dr. Somogyi Edit (független)[9]
- 2014–2019: Bíró László (független)[10]
- 2019–2022: Bíró László (független)[11]
- 2022–2024: Evetovicsné Takács Zsuzsanna (független)[12]
- 2024– : Evetovicsné Takács Zsuzsanna (független)[1]

A településen 2022. június 19-én időközi polgármester-választást kellett tartani, mert a korábbi polgármester 2021. szeptember 30-i hatállyal lemondott posztjáról.

## Népesség
A település népességének változása:
| Lakosok száma | 132  | 128  | 117  | 90   | 79   | 83   | 96   | 92   |
|               | 2013 | 2014 | 2015 | 2019 | 2021 | 2022 | 2023 | 2024 |

A 2011-es népszámlálás során a lakosok 90%-a magyarnak, 1,5% cigánynak, 26,9% németnek, 0,8% románnak mondta magát (9,2% nem nyilatkozott; a kettős identitások miatt a végösszeg nagyobb lehet 100%-nál). A vallási megoszlás a következő volt: római katolikus 60,8%, református 13,1%, felekezeten kívüli 4,6% (20% nem nyilatkozott).
2022-ben a lakosság 80,7%-a vallotta magát magyarnak, 24,1% németnek, 1,2% egyéb, nem hazai nemzetiségűnek (18,1% nem nyilatkozott; a kettős identitások miatt a végösszeg nagyobb lehet 100%-nál). Vallásuk szerint 37,3% volt római katolikus, 8,4% református, 2,4% egyéb keresztény, 1,2% egyéb katolikus, 1,2% felekezeten kívüli (49,4% nem válaszolt).

## Nevezetességei
- Római katolikus temploma - 1835-ben épült Péter és Pál tiszteletére.
- Szűz Mária-kép - Zsolnay Vilmos készítette 1935-ben.